# Cantonul Sainte-Menehould
Cantonul Sainte-Menehould este un canton din arondismentul Sainte-Menehould, departamentul Marne, regiunea Champagne-Ardenne, Franța.

## Comune
| Comune                | Populație (1999) | Cod poștal | Cod INSEE |
| --------------------- | ---------------- | ---------- | --------- |
| Argers                | 73               | 51800      | 51015     |
| Braux-Sainte-Cohière  | 71               | 51800      | 51082     |
| Braux-Saint-Remy      | 74               | 51800      | 51083     |
| La Chapelle-Felcourt  | 73               | 51800      | 51126     |
| Châtrices             | 39               | 51800      | 51138     |
| Chaudefontaine        | 312              | 51800      | 51139     |
| Courtémont            | 64               | 51800      | 51191     |
| La Croix-en-Champagne | 79               | 51600      | 51197     |
| Dommartin-Dampierre   | 70               | 51800      | 51211     |
| Dommartin-sous-Hans   | 55               | 51800      | 51213     |
| Élise-Daucourt        | 104              | 51800      | 51228     |
| Florent-en-Argonne    | 235              | 51800      | 51253     |
| Gizaucourt            | 110              | 51800      | 51274     |
| Hans                  | 133              | 51800      | 51283     |
| Laval-sur-Tourbe      | 53               | 51600      | 51317     |
| Maffrécourt           | 57               | 51800      | 51336     |
| Moiremont             | 200              | 51800      | 51370     |
| La Neuville-au-Pont   | 580              | 51800      | 51399     |
| Passavant-en-Argonne  | 188              | 51800      | 51424     |
| Saint-Jean-sur-Tourbe | 109              | 51600      | 51491     |
| Sainte-Menehould      | 4 979            | 51800      | 51507     |
| Somme-Bionne          | 54               | 51800      | 51543     |
| Somme-Tourbe          | 149              | 51600      | 51547     |
| Valmy                 | 284              | 51800      | 51588     |
| Verrières             | 401              | 51800      | 51610     |
| Villers-en-Argonne    | 234              | 51800      | 51632     |
| Voilemont             | 44               | 51800      | 51650     |